# آندریاس آیگنر
آندریاس آیگنر (انگلیسی: Andreas Aigner؛ زادهٔ ۲۴ سپتامبر ۱۹۸۴) راننده رالی اهل اتریش بود. او در فصل ۲۰۰۸ قهرمان مسابقات رالی جهانی تولید (PWRC) شد.